# Marianas Trench
Marianas Trench é uma banda canadense de pop rock, originária de Vancouver, no estado da Colúmbia Britânica. A banda lançou seu primeiro álbum, Fix Me, em 3 de outubro de 2006. Lançaram algumas demos nos quatro ano anteriores ao lançamento do álbum. Segundo os integrantes da banda, suas maiores influências são Queen, Foo Fighters, The Beach Boys e Ben Folds Five.
Lançaram seu segundo álbum de estúdio em 24 de fevereiro de 2009, batizado de Masterpiece Theatre.

## Membros
- Josh Ramsay - Vocal principal, segunda guitarra e piano, (2001–presente)
- Matt Webb - Primeira guitarra, segunda voz e Piano (2001–presente)
- Mike Ayley - Contrabaixo e segunda voz (2003–presente)
- Ian Casselman - Bateria e segunda voz (2003–presente)

### Ex-integrantes
- Steve Marshall - Guitarra principal e segunda voz (2001–2003)
- Morgan Hempsted - Contrabaixo (2001–2003)

## Discografia
- 2006: Fix Me
- 2009: Masterpiece Theatre
- prev 2011: Ever After